# Lorena Enebral Pérez
Lorena Enebral Pérez (Segovia 1979, Mazar-i-Sharif, 10 de septiembre de 2017) fue una fisioterapeuta y cooperante española asesinada en Afganistán por un yihadista. Recibió a título póstumo la Gran Cruz del Mérito Civil.

## Biografía
Lorena Enebral se graduó en fisioterapia y rehabilitación pediátrica en la Universidad Alfonso X El Sabio. Trabajó en el Hospital Pedro Aguirre Cerda de  Chile e hizo un postgrado sobre alteraciones motoras infantiles en la Universidad Rey Juan Carlos I.

## Trayectoria
Lorena Enebral tras trabajar en diversos centros de rehabilitación españoles como fisioterapeuta completó un curso de cooperante para África y fue fichada por la Cruz Roja.
De gran vitalidad y generosidad para desarrollar su profesión en áreas de cooperación, era calificada por sus compañeros como “alegre y radiante”, y ser una todoterreno que se adaptaba sin remilgos al país y cultura donde ejerciera su labor. Había trabajado con distintas organizaciones humanitarias volcadas en la discapacidad infantil en Etiopía y Uganda. También trabajó en tres centros de rehabilitación, principalmente en la región de Amhara; y cubrió diferentes puestos en Tanzania, en el Sáhara y en Malaui.
La fisioterapeuta trabajaba desde 2016 en un centro de rehabilitación gestionado por el Comité Internacional de la Cruz Roja (CICR) con hombres, mujeres y niños que habían perdido sus brazos o piernas, y con niños con deformidades y problemas causados por trastornos neurológicos. «Le apasionaba lo que hacía, era feliz y cuando le dieron la oportunidad decidió reengancharse».
Tras la llamada de costumbre a su madre que vivía en España, y que realizaba a las 7.30 de la mañana, fue asesinada en el centro ortopédico del (CICR) en Mazar-i-Sharif. El asesino de 19 años, que acudía con regularidad al centro, llevaba escondida el arma en su silla de ruedas.

## Reconocimientos
El ayuntamiento de Pozuelo de Alarcón (Madrid), donde residía Lorena en España, dedicó en su honor un parque y una glorieta a los que puso su nombre.
Recibió la Gran Cruz de la Orden del Mérito Civil.

## Enlaces relacionados
- Entrevista en Trece, Cadena COPE
- Testimonios en África Directo

- Datos: Q110446268